# Humanistički naturalizam
Humanistički naturalizam ogranak je filozofskog naturalizma po kojem ljudska bića mogu najbolje razumjeti svijet i upravljati njime uporabom znanstvene metode. U njemu se ne traga za konceptima duhovnosti, intuicije i metafizike jer se njihove hipoteze i generalizacije ne mogu opovrgnuti (nisu falsifikabilne) i stoga ne mogu nikad napredovati više od osobnog mišljenja. Između prirode i onoga što leži "izvan" prirode ili "nad" njome nije povučena granica; sve se smatra rezultatom objašnjivih procesa unutar prirode, a ništa ne leži izvan nje.
Jedna od teza humanističkog naturalizma jest da su sva živa bića zamršeni produžetci prirode i stoga zaslužuju određen stupanj uzajamna poštovanja od ljudskih bića. Naturalisti prihvaćaju potrebu za prilagodbom na trenutnu mijenu i to da se živa bića radi vlastitog opstanka moraju hraniti drugim živim bićima. No oni jednako tako uvažavaju potrebu za pravednim rasporedom resursa među svim vrstama.
Industrija i tehnologija se ponekad smatraju neprijateljima naturalizma, no to ne mora uvijek biti slučaj. One koji zastupaju ovu tezu tvrde da su zajednice u prošlosti uglavnom bile poljodjelske i lovačko-sakupljačke i živjele su u relativnoj harmoniji i ravnoteži s prirodom. No s osvitom industrijske revolucije, neki naturalisti smatraju da je ova ravnoteža sve više u opasnosti.